# Лукойл-Нижегороднефтеоргсинтез
«ЛУКОЙЛ-Нижегороднефтеоргси́нтез» — предприятие топливно-масляного профиля в городе Кстово (Нижегородская область), введённое в строй в 1958 году; входит в состав ПАО «ЛУКОЙЛ» с конца 2001 года (доля ЛУКОЙЛа с марта 2009 года составляет 100 %).
В июне 2008 года открытое акционерное общество  было преобразовано в общество с ограниченной ответственностью.

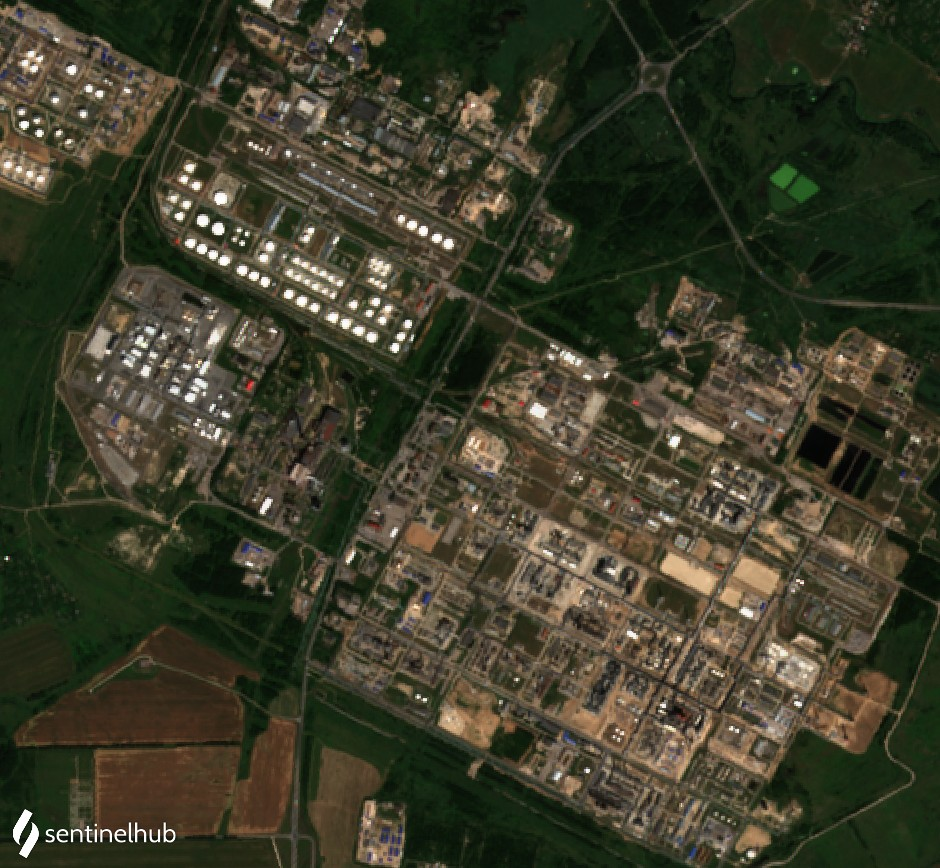
Завод на космоснимке (2021)

Перерабатывает смесь нефти из Западной Сибири и Татарстана. Нефть на завод поступает по двум нефтепроводам: Альметьевск — Нижний Новгород и Сургут — Полоцк. Готовая продукция отгружается железнодорожным, автомобильным и речным транспортом, а также по трубопроводу. Мощность — 17,0 млн т/год. Глубина переработки нефтяного сырья — 73,5 % за I полугодие 2016 года. Индекс Нельсона — 7,1.

## История завода

### Основание
Ещё в годы предвоенных пятилеток в окрестностях села Кстова проводились изыскательские работы, изучались экономико-географические и гидрогеологические условия, велись исследования инженерно-технического характера в связи со строительством крупного нефтеперегонного завода. Но начавшаяся Великая Отечественная война сорвала эти планы, завод стали возводить только в послевоенное время.
Победившая в Великой Отечественной войне страна начала подниматься из руин. Стратегическую важность приобрели в нём топливные ресурсы… В ответ на новые вызовы в СССР появилась масштабная программа строительства в важнейших промышленных регионах страны нефтеперерабатывающих заводов (НПЗ).

Строительство нового предприятия в Кстовском районе Горьковской области, рядом с городом Горьким — крупным центром транспортного машиностроения — было определено Постановлением Совета Министров СССР от 9 октября 1950 года, которое обязало Министерство нефтяной промышленности построить Новогорьковский НПЗ: 
…построить в Горьковской области на площадке в Кстовском районе Новогорьковский нефтеперерабатывающий завод и жилой поселок при нём.
За ним 19 мая 1951 года последовал приказ по Министерству нефтяной промышленности СССР, в котором отмечалось, в частности, что Горьковская область — признанный центр транспортного машиностроения, и здесь на самом современном оборудовании должен быть возведён Новогорьковский нефтеперерабатывающий завод (НГ НПЗ) — крупнейшее нефтехимическое предприятие страны с законченным циклом переработки нефти. Нефтеперерабатывающий завод должен был стать крупным предприятием с законченным циклом переработки нефти, оснащённым современным оборудованием. Надо было построить большой и сложный комплекс установок для производства автомобильного бензина, дизельного и котельного топлива, индустриальных масел и других нефтепродуктов.
Место для его расположения было выбрано Государственной комиссией. Под НПЗ оперативно отвели 1607,23 гектаров колхозных и государственных земель, частично принадлежавших колхозам им. Кирова, им. XVII партсъезда, Зелёному Городу и Гослесфонду.
10 июня 1951 года было утверждено «Положение о дирекции строящегося Новогорьковского нефтеперерабатывающего завода, Главного Управления вновь строящихся нефтеперерабатывающих заводов Министерства нефтяной промышленности» № 34/п. Задачей дирекции были организация и строительство завода. Одним из руководителей дирекции стал Павел Андреевич Чириманов. Приказом по Министерству от 25 июля 1951 года он был назначен на должность главного инженера, а 26 сентября того же года — исполняющим обязанности директора строящегося завода. Приказом по Министерству от 10 ноября 1951 года заместителем директора по строительству завода был назначен 45-летний начальник ОКСа Горьковского завода им. 26 Бакинских Комиссаров Пётр Александрович Казинский.

### 1950-е годы
Поначалу исполнение проекта поручили тресту № 37 «Стройгаз» Минмашстроя. В июне 1951 года геодезисты забили первые колышки, обозначавшие расположение временных подсобных сооружений, необходимых для строительства завода, а также автодорог, подъездных железнодорожных путей. Работники треста приступили к возведению расположенной между Волгой и Кстовом промышленной базы № 2, включавшей в себя растворный узел, асфальтовый завод, автобазу, склады, конный парк, ремонтные мастерские и другие объекты. Одновременно велась прокладка автодороги, которая должна была связать промплощадку с шоссе Горький — Казань.
Со второй половины 1952 года работы продолжил вновь созданный строительный трест № 114, завершивший объекты промышленной базы № 2 и приступивший к сооружению промышленной базы № 1 близ будущего поселка Южный. Осенью 1953 года уже вовсю работали асфальтобетонный завод, котельная, лесопильный цех, в ноябре началось строительство Кстовского порта, а в декабре приступили к возведению газогенераторной и главного заводского корпуса. Практически на голом месте возникала вся необходимая промышленная инфраструктура. В декабре 1956 года дала первый ток Новогорьковская ТЭЦ, а с декабря 1957 года строительство завода было объявлено Всесоюзной ударной комсомольской стройкой. Более трехсот предприятий выполняли заказы для новостройки.
С 1950 по 1959 год штат завода был укомплектован опытными специалистами. По путёвкам ВЛКСМ молодёжь со всех уголков Союза ехала на строительство НГ НПЗ. Помогли специалистами и родственные предприятия страны: чтобы пуск прошел успешно, с родственных предприятий пригласили опытных специалистов — старших операторов и операторов. Много приехало молодёжи из Московского, Куйбышевского, Грозненского, Львовского институтов, из техникумов и училищ — в том числе из Орского. На новом предприятии шёл быстрый карьерный рост перспективной молодёжи.
Первым «полноценным» директором НГ НПЗ с 1 января 1953 года был назначен Виталий Семёнович Едрёнкин. Под его руководством были пущены все основные производства НГ НПЗ, прошло становление предприятия и коллектива.
В феврале 1957 года при редакции областной газеты «Горьковская правда» (ныне «Нижегородская правда») был создан корпункт, выпускавший раз в месяц информационный листок «Стройка». Авторами материалов, рассказывавших о ходе грандиозного строительства, были ответственные за выполнение планов строительства члены обкома и Кстовского райкома партии, рабочие корреспонденты.
Во второй половине 1950-х годов строительство предприятия вступило в финишную фазу. Приказом № 106 от 25 июня 1957 года директор В. С. Едрёнкин утвердил первую производственную структуру НПЗ. С августа 1957 года была установлена следующая нумерация цехов:
- цех № 1 — установки АВТ и ЭЛОУ;
- цех № 2 — установки термического крекинга;
- цех № 7 — производственно-товарный цех (включая реагентное хозяйство и ЭСУ);
- цех № 8 — ремонтно-механический цех;
- цех № 9 — центральная лаборатория завода (включая контрольную и товарную лабораторию);
- цех № 10 — контроль и автоматика;
- цех № 11 — электроцех;
- цех № 12 — паросиловой цех;
- цех № 13 — водоснабжение и канализация;
- цех № 14 — дорожно-транспортный цех;
- цех № 15 — хозяйственный цех.

В июле 1957 года образован цех № 1 — сердцевина всей заводской инфраструктуры, занимавшийся подготовкой и первичной переработкой нефти, а также начал действовать производственно-товарный цех № 7. Вскоре после создания первого цеха одна за другой стали входить в строй главные технологические установки завода. В декабре 1957 года завершено строительство 592-километрового магистрального нефтепровода Альметьевск — Горький, по которому пришла нефть из Татарии. Пока завод не был готов перерабатывать нефть, её отгружали на другие предприятия.
Первоначальная мощность завода по первичной переработке нефти была установлена в 3 млн тонн в год. Первая очередь (ввод в 1958 году) предусматривала строительство и ввод установок:
- обессоливания и обезвоживания нефти — ЭЛОУ-1, 2;
- первичной переработки нефти с получением прямогонного бензина, авиакеросина, дизельного топлива, мазута, вакуумных погонов и гудрона — АВТ-1;
- термического крекинга мазута — ТК-1.

В январе 1958 года были приняты железнодорожные эстакады. В апреле 1958 года в парки установок электрообезвоживания и обессоливания нефти поступило первое сырье. В мае-июне состоялся пуск установок электрообезвоживания и обессоливания нефти ЭЛОУ № 1 и № 2, установки первичной переработки нефти АВТ-1, товарной группы № 1. 30 июня 1958 года АВТ-1 приняла нефть в переработку. Ровно через год, в июне 1959 года, в эксплуатацию вошли установки ЭЛОУ-3 и АВТ-2. В июле и августе 1958 года Госкомиссия приняла в эксплуатацию парки смешивания бензина.
С июля 1957 года в заводской структуре появился цех № 2 — термическое крекирование. Установки термического крекинга ТК-1, ТК-2 и ТК-3 цеха № 2, на которых получали высокооктановые компоненты для автобензина, приняли в эксплуатацию, соответственно, в августе 1958, в июне 1959 и в декабре 1961 годов.
В июле-августе 1958 года запустили этило-смесительную установку (ЭСУ).
18 августа 1958 года на заводе получена первая продукция — бензин.
Днем рождения НГ НПЗ заводчане считают 23 августа 1958 года, когда с ТСБ в торжественной обстановке отправился первый эшелон продукции. Состоялся праздничный митинг. Свои поздравления в связи с завершением строительно-монтажных и наладочных работ на первой очереди завода прислали многие руководители.
В 1959 году у коллектива появилась своя еженедельная многотиражная газета «Трудовая вахта». Первый номер газеты вышел в свет 3 сентября.

### 1960-е годы
Годы хрущевской семилетки — 1959—1966 — прошли для завода под знаком планомерного наращивания всех его мощностей.
Совет народного хозяйства Горьковского экономического административного района 26 ноября 1959 года издал распоряжение № 996, согласно которому из представителей Горьковского филиала проектного института «Гипронефтезавод», Новогорьковского НПЗ и Горьковского Совнархоза была создана бригада специалистов для пересмотра утверждённого в 1957 году проектного задания и выработке рекомендаций по дальнейшему проектированию и строительству с целью увеличения мощности завода по переработке и развитию нефтехимических производств. В немалой степени благодаря рекомендациям этого небольшого коллектива за семилетку (1959—1966) на НГ НПЗ ввели в эксплуатацию 32 технологические установки и многочисленные объекты общезаводского хозяйства.
В 1961 году была внедрена биологическая очистка сточных вод ЭЛОУ и хозфекальных стоков, сбрасываемых в Волгу, разработан и осуществлен проект комбинированной установки АВТ+ЭЛОУ при значительном повышении её производительности. Установку АВТ-3 приняли в эксплуатацию в мае 1962 года. В мае 1963 года на заводе пущен цех присадок — первое химическое производство на заводе. Процесс алкилирования фенола с применением катионообменной смолы КУ-2 в промышленных условиях осуществлен впервые в стране. Установка каталитического риформирования бензинов Л-35/5 (нового типа — первая в стране), предназначенная для получения высокооктанового бензина А-72, принята в эксплуатацию в декабре 1963 года. В июне 1964 года в эксплуатацию вошла АВТ-4, где была применена автоматизированная система управления производственным процессом. Установка четкой ректификации бензина 22/4 введена в строй в октябре 1964 года.
Совершенствование технологии производства закономерно привело к образованию в том же 1964 году цеха № 3 — каталитического риформирования бензинов. Установка сероочистки газов 30/4 вошла в эксплуатацию в сентябре 1964 года. В январе 1965 года заработала установка гидроочистки дизельных топлив Л-24/6. Через короткое время был образован цех гидроочистки дизельных топлив № 21.
Особое внимание в тот период уделили созданию полноценного масляного производства. Строительство первой очереди маслоблока (установки 36/1, 37/1, 39/1, битумная № 1) завершили весной 1961 года, первый эшелон товарных смазочных масел отошёл от заводских эстакад 31 марта 1961 года. Состоялся митинг.
Далее в эксплуатацию были приняты установки получения технического парафина (40/3 — декабрь 1963) и перколяции — очистки технического парафина (56/6 — июнь 1964). Первыми в стране работники предприятия получили смазочные масла из сернистой Ромашкинской нефти. Завод быстрыми темпами освоил производство масла индустриального ИС-20, дизельного масла ДСП-11 (1961), масла индустриального ИС-45 (1962), присадок ВНИИНП-360 и ЦИАТИМ-339 (1964), масла автомобильного АС-10 (1965).
В июле 1965 года генеральным директором НГ НПЗ назначен Михаил Семенович Матвеев (до августа 1977 года — умер на Коллегии министерства в Москве).
Впервые в СССР заводчане отработали технологию получения индивидуальных ароматических углеводородов с растворителем ДЭГ. В июне 1965 года на заводе произвели пуск первой в стране установки 35/6 каталитического риформирования бензинов с выделением индивидуальных ароматических углеводородов и получением бензола и толуола, ввели в строй первую очередь цеха изготовления серной кислоты из сероводорода и отходящих газов при гидроочистке дизельных топлив и сероочистке газов термического крекинга.
Установка гидроочистки бензина 24/600 была пущена в эксплуатацию в марте 1966 года. Установка Л-35/11-300, предназначенная для получения высокооктанового бензина, вошла в строй в сентябре 1966 года.
Масло высокой чистоты вырабатывала установка гидроочистки масла Г-24, принятая в эксплуатацию в ноябре 1967 года. Реконструкция одного из её блоков впервые в истории советской нефтепереработки позволила производить гидроочистку парафина с доведением его качества до уровня экспортного.
С января 1968 г. в составе завода появилась установка гидроочистки дизельного топлива Л-24/7 — благодаря ей завод фактически прекратил выпуск сернистого дизельного топлива (с содержанием серы 1 %). Установку по производству водорода пустили в сентябре 1968 г.
Освоение новых мощностей значительно расширило ассортимент выпускаемой продукции. В 1966 году предприятие освоило выпуск толуола, битумно-резиновой мастики, в 1967 г. — пропан-бутановой фракции, вакуумного газойля, в 1968 г. — масел АСЗп-10 и М-14 ВИ, в 1969 г. — бензина облегчённого, масел трансмиссионного (ТЭ-15-ЭФО) и трансформаторного, парафина марки «Б», в 1970 г. — присадки В-354.
Для успешной работы основных мощностей требовалось целенаправленное развитие и всей вспомогательной инфраструктуры. В 1968 году на предприятии появился цех № 31 — общезаводское газовое хозяйство.

### 1970-е годы
В декабре 1970 года парк заводского оборудования пополнился абсорбционно-газофракционирующей установкой (АГФУ), которая стала производить высококачественные углеводороды, необходимые для развития химической промышленности. Кроме того, она полностью обеспечила потребности Волго-Вятского экономического района в качественном бытовом газе.
В стране в те годы развертывалась «информационная революция». Кстовчане шли в ногу со временем: 30 декабря 1971 года на заводе была принята в эксплуатацию первая заводская ЭВМ «НАИРИ-2». С этого памятного дня развитие информационной базы предприятия не прекращалось, и 18 декабря 1975 года появился полноценный информационно-вычислительный центр НГ НПЗ.
В июне 1972 года пущена установка карбомидной депарафинизации дизельного топлива, на которой наладили производство зимнего дизельного топлива и жидких парафинов для БВК.
Установка первичной переработки нефти АВТ-5 была введена в эксплуатацию в декабре 1972 года.
После реорганизации цехов № 2 и № 31 в 1972 году появился цех переработки углеводородных газов № 20.
20 марта 1973 года на 4,5 года раньше проектного срока Новогорьковский НПЗ переработал стомиллионную тонну нефти.
В сентябре 1974 году пущена установка каталитического риформирования бензинов ЛЧ-35-11/600, производившая автобензин с октановым числом 93—95.
В технологических цехах была введена и неплохо зарекомендовала себя система повышения качества продукции (СКП), которая давала возможность количественно определять параметры работы коллективов установок и цехов.
Время подтвердило правильность такого подхода. В течение пяти лет объём переработки нефти возрос почти в 2 раза. Был освоен выпуск 23 новых видов нефтепродуктов, производство промышленной продукции увеличилось на 84,2 %, реализация — на 85,9 %. Производительность труда на 88,9 % перекрыла прежний уровень — новый показатель почти в 2 раза превышал среднеотраслевой. Восемь продуктов НГ НПЗ получили государственный Знак качества.
Ещё одна страница в трудовой биографии завода — введение в эксплуатацию установки переработки нефти АТ-6 чтобы обеспечить сырьём этиленовое производство ЭП-300, строительство которого началось в 1976 году. Впервые в стране комплекс такой мощности был построен менее чем за 1,5 года. Не замедлил появиться и следующий рекорд: освоение установки и запуск её в производство заняли всего 25 дней — вместо нормативного срока 4 месяца. АТ-6 была принята в эксплуатацию 27 июня 1976 года. За успешное завершение строительства и освоение АТ-6 большая группа заводчан получила высокие правительственные награды. Как раз эта установка позволила заводу выйти на первичную переработку 22 миллионов тонн нефти в год. В сутки отгружалось уже по 24 железнодорожных состава, в каждом — по 64 цистерны с нефтепродуктами.
Приказом Миннефтехима № 713 от 7 сентября 1976 года Новогорьковский НПЗ был включен в состав производственного объединения «Горькнефтеоргсинтез» (ПО «ГНОС»). Генеральным директором объединения вскоре был назначен Владимир Фёдорович Кондратьев (с августа 1977 до апреля 1988).

### 1990-е годы
В 1995 году было создано ОАО «Нижегороднефтеоргсинтез» («Нефтяная компания „НОРСИ-ОЙЛ“»). В его состав вошли также сбытовые организации: ОАО «Нижегороднефтепродукт», ОАО «Владимирнефтепродукт», ОАО «Марийнефтепродукт» и ОАО «НижегородНИИнефтепроект». В 1997 году загрузка нефтезавода составила 12,3 млн тонн, превысив показатели 1996 года на 1,13 процента. Основными поставщиками были компании — ОАО «Лукойл», ОАО «Татнефть». Перевозка продукции осуществлялась несколькими видами транспорта, в том числе и по продуктопроводам на запад — до порта Вентспилс, в Венгрию — и на восток — до Республики Татарстан.

### 2000-е годы
1990-е годы, ставшие кризисным периодом для всей нефтяной отрасли, были одним из сложных периодов и в истории нижегородского завода. В течение нескольких лет завод испытывал сложности с поставками сырья. Возрождение предприятия началось в 2001 г., когда завод вошёл в состав Группы «Лукойл», получив новое название «Лукойл-Нижегороднефтеоргсинтез». С этого времени начинается период, который сотрудники «Лукойл-Нижегороднефтеоргсинтез» без преувеличения называют «новой жизнью завода». Началась реализация масштабной программы технического перевооружения производственных мощностей, сопоставимая по объёмам работы с периодом становления предприятия.
Общий итог успешной работы предприятия за последние годы — вхождение в тройку лидеров по производству нефтепродуктов в России. Если в конце 1990-х ежегодный показатель объёмов переработки сырья составлял около 5 млн т. в год, то по результатам работы в 2008 года он вырос до 17 млн тонн. Таким образом, по объёмам переработки завод сегодня занимает третье место в России после ООО «Киришинефтеоргсинтез» (ООО «Кинеф») и ОАО «Газпромнефть — Омский НПЗ», и первое — в Группе «Лукойл».
В ООО «ЛУКОЙЛ-Нижегороднефтеоргсинтез» успешно реализуется «Программа социального развития коллектива», призванная создать благоприятные условия деятельности для сотрудников, обеспечить социальную защиту работников и ветеранов труда. ООО «ЛУКОЙЛ-Нижегороднефтеоргсинтез» — градообразующее предприятие, оказывающее большую благо-творительную и спонсорскую помощь учреждениям культуры, здравоохранения, ветеранским организациям, физкультуре и спорту, много внимания уделяющее благоустройству города Кстова. Предприятие вносит весомый вклад в экономику Нижегородской области, являясь самым крупным налогоплательщиком.
По состоянию на ноябрь 2006 года (перед проведением допэмиссии) крупнейшими акционерами являлись: ОАО «ЛУКОЙЛ» — 42,02 % акций и «ЛУКОЙЛ-Волганефтепродукт» — 38 % акций.
За успехи в развитии производства, наращивании объёмов продукции, освоении передовых технологий и выполнение планов социально-экономического развития предприятие четырежды награждалось Почетным штандартом губернатора Нижегородской области. ООО «ЛУКОЙЛ-Нижегороднефтеоргсинтез» — неоднократный победитель Всероссийских конкурсов «Российская организация высокой социальной эффективности», по итогам 2003, 2005, 2006 и 2007 годов — лучшее нефтеперерабатывающее предприятие ОАО «ЛУКОЙЛ». Однако в декабре 2008 года управление Федеральной антимонопольной службы по Нижегородской области признало ООО «Лукойл-Нижегороднефтеоргсинтез» нарушившим закон о конкуренции путём повышения цен на авиационный керосин (с октября 2007 года по июль 2008 года отпускные цены увеличились на 96 %).

### 2010-е годы
В 2010 году на Нижегородском НПЗ был введен в эксплуатацию комплекс каталитического крекинга, на котором начато производство автомобильного бензина стандарта Евро-4. Этот комплекс каталитического крекинга — крупнейший из построенных в России за последние 25 лет и, за счет конверсии вакуумного газойля в светлые нефтепродукты, обеспечивает значительный рост производства автобензинов в центральном регионе. Объём инвестиций в проект составил около 975 млн долл.
Новый комплекс позволил увеличить общее производство бензинов на НПЗ с 1,8 млн т/год до 3,2 млн т/год. Выработка дизельного топлива возросла с 4,2 млн т/год до 4,6 млн т/год. На комплексе также изготавливается до 150 тыс. т/год пропилена.
Комплекс каталитического крекинга состоит из 5 основных технологических установок:
- гидроочистка вакуумного газойля мощностью 2,5 млн т/год
- каталитический крекинг мощностью 2 млн т/год с блоком концентрирования пропилена, позволяющим вырабатывать до 150 тыс. т/год пропилена
- алкилирование с блоками изомеризации нормальных бутанов и селективного гидрирования диеновых углеводородов. Мощность по алкилату 360 тыс. т/год
- производство водорода мощностью 0,04 млн т/год
- производство элементарной серы мощностью 0,13 млн т/год

В комплекс входят также 5 объектов инфраструктуры — цеха гранулирования и отгрузки серы, установки подготовки котловой воды, блока оборотного водоснабжения, факельного хозяйства, межцеховых коммуникаций.
Первая в технологической цепочке — установка гидроочистки, сырьем для которой является вакуумный газойль с установок первичной переработки. Из прямогонного вакуумного газойля под воздействием водорода удаляются азотистые и сернистые соединения.
Продукты установки — газойль с низким содержанием сернистых соединений, который направляется на каталитический крекинг. На установке каталитического крекинга вакуумный газойль поступает в реактор, где тяжелые углеводороды под воздействием температуры и в присутствии катализатора превращаются в более легкие.
Основными продуктами установки каталитического крекинга являются бензиновая фракция (выход бензиновой фракции составляет 53 %, октановое число — не менее 92 пунктов), пропилен и бутан-бутиленовая фракция, которая направляется на установку алкилирования, где получают ещё один компонент бензинов — алкилат, с октановым числом 95 пунктов, не содержащий соединений серы и ароматики. Сероводород перерабатывается на установке элементарной серы.
Приготовление товарных бензинов осуществляется в потоке на узле смешения, после чего уже готовая продукция поступает в товарное производство, где проверяется её качество, оформляются паспорта и ведется отгрузка потребителям.
В 2011 году на Нижегородском НПЗ ввели в эксплуатацию первую в России установку фтористоводородного алкилирования, что дало возможность предприятию начать выпуск автомобильного бензина класса Евро-5.
Содержание ароматических углеводородов в новом бензине составляет не более 35 %, содержание серы для стандарта Евро-4 — не более 50 мг/кг, для стандарта Евро-5 — не более 10 мг/кг. Такой бензин обеспечивает «чистый выхлоп», то есть сводит к минимуму содержание в выхлопных газах оксидов серы и продуктов неполного сгорания ароматических углеводородов, в том числе наиболее канцерогенного и мутагенного вещества — бензпирена.
С февраля 2011 года генеральным директором ООО «ЛУКОЙЛ-Нижегороднефтеоргсинтез» назначен Алексей Николаевич Коваленко, ранее занимавший должность генерального директора ПАО «ЛУКОЙЛ-Одесский НПЗ».
В 2017 году на НПЗ освоен выпуск бензина ЭКТО-100 с октановым числом не ниже 100 пунктов по исследовательскому методу.
С декабря 2018 года генеральным директором ООО «ЛУКОЙЛ-Нижегороднефтеоргсинтез» назначен Андрей Юрьевич Богданов, ранее занимавший должность генерального директора «Петротел-ЛУКОЙЛ» в Румынии. Алексей Николаевич Коваленко покинул пост в связи с переходом на должность руководителя румынского предприятия.

### 2020-е годы
Дальнейшее развитие ООО «ЛУКОЙЛ-Нижегороднефтеоргсинтез» направлено на повышение конкурентоспособности и успешности бизнеса. Стратегическая цель — к 2020 году стать крупнейшим НПЗ в России с глубиной переработки нефти свыше 90 %.
К 2022 году планируется строительство и введение в эксплуатацию комплекса по переработке нефтяных остатков. Благодаря этому комплексу глубина переработки нефти достигнет 95,5 %, а выход светлых нефтепродуктов — 76,7 %. Размер инвестиций в проект составит 100 млрд рублей. Это станет одним из самых крупных инвестиционных проектов региона.
Важным событием как для Компании, так и для страны в целом стал пуск в работу блока производства полимерно-битумных вяжущих. Запуск  блока  -  еще  один вклад  ЛУКОЙЛа  в  повышение качества автодорог в России и реализацию федеральных целевых программ по развитию дорожно-строительной  отрасли. Его мощность в производственный сезон превышает 150 тыс. тонн, что позволит расширить ассортимент битумных  материалов Компании за счет современных модифицированных продуктов  и  выпускать  инновационные  полимерно-битумные  вяжущие.  Использование этих продуктов, как и уникальной  технологии  производства резиноасфальтобетонов  с  применением  резиновой  крошки из переработанных автомобильных  шин,  способствует  значительному  повышению  долговечности дорожного покрытия.
Пуск блока производства полимерно-битумных  вяжущих стал  финальной  стадией  реализации  стратегии  Компании «ЛУКОЙЛ» по развитию битумного бизнеса.
Решение  о  начале  строительства  Комплекса  производства  полипропилена  по  территории  ООО  «ЛУКОЙЛ-Нижегороднефтеоргсинтез» было принято в 2019 году. Комплекс станет крупнейшим полимерным производством  в  России,  интегрированным  нефтеперерабатывающий  завод:  сырьем  для производства  полипропилена на  площадке  «ЛУКОЙЛ-Нижегороднефтеоргсинтез»  послужит  пропилен  двух  модернизируемых установок каталитического  крекинга  мощностью 4 млн. тонн в год. После вода в эксплуатацию Комплекса предприятие  сможет  производить порядка  500  тысяч  тонн  продукции современных марок полипропилена для переработчиков  в  промышленном  центре России.

## Единая операторная
С 2008 года началась реализация программы перевода управления производством из единой операторной. Программа преследует целью повышение эффективности нефтепереработки. Для решения поставленной задачи было построено здание единой операторной, проложена по территории промплощадки транспортно-информационная сеть АСУТП на основе многоволоконного оптического кабеля, внедряются электронные системы управления на объектах предприятия. Создание единой операторной позволяет отказаться от строительства локальных операторных на новых объектах предприятия, также улучшается взаимосвязь с отделами предприятия, повышается оперативность управления процессом и его корректировки.
Для поэтапной реализации проекта с мая 2009 года управление установками АВТ-5 и АВТ-6 было переведено в операторную установки висбрекинга гудрона.
По окончании строительства двухэтажного здания единой операторной (во дворе заводоуправления) начался процесс поочередного перевода управления установками в единую операторную. С марта 2010 года управление установками АВТ-5, АВТ-6, висбрекинга гудрона ведётся из операторной. В октябре 2010 года на управление из единой операторной переведены установки гидроочистки дизельных топлив Л-24/7 и блок абсорбции и газофракционирования (БАГФ). Затем планируется перевод установок производства каталитического крекинга: установки каталитического крекинга, установки фтористоводородного алкилирования, установки гидроочистки вакуумного газойля, установки производства элементарной серы, установки производства водорода. В последующие годы продолжится поэтапный перевод управления остальных установок в операторную.

## Схема завода
|     |     |     |     |         |     |  |  |  |  |                    |                    |                    |                    |                    |                    |  |  |  |  | Изомеризация             |                          |                          |                          |                          |                          |  |  |  |  |                        |                        |                        |                        |                        |                        |  |  |  |  |                        |                        |                        |                        |                        |                        |  |  |  |  |                           |                           |                           |                           |                           |                           |  |  |               |               |               |               |               |               |  |  |
|     |     |     |     |         |     |  |  |  |  |                    |                    |                    |                    |                    |                    |  |  |  |  |                          |                          |                          |                          |                          |                          |  |  |  |  |                        |                        |                        |                        |                        |                        |  |  |  |  |                        |                        |                        |                        |                        |                        |  |  |  |  |                           |                           |                           |                           |                           |                           |  |  |               |               |               |               |               |               |  |  |
|     |     |     |     |         |     |  |  |  |  | прямогонный бензин | прямогонный бензин | прямогонный бензин | прямогонный бензин | прямогонный бензин | прямогонный бензин |  |  |  |  | Кат.риформинг            | Кат.риформинг            | Кат.риформинг            | Кат.риформинг            | Кат.риформинг            | Кат.риформинг            |  |  |  |  |                        |                        |                        |                        |                        |                        |  |  |  |  |                        |                        |                        |                        |                        |                        |  |  |  |  |                           |                           |                           |                           |                           |                           |  |  |               |               |               |               |               |               |  |  |
|     |     |     |     |         |     |  |  |  |  | прямогонный бензин | прямогонный бензин | прямогонный бензин | прямогонный бензин | прямогонный бензин | прямогонный бензин |  |  |  |  | Кат.риформинг            | Кат.риформинг            | Кат.риформинг            | Кат.риформинг            | Кат.риформинг            | Кат.риформинг            |  |  |  |  |                        |                        |                        |                        |                        |                        |  |  |  |  |                        |                        |                        |                        |                        |                        |  |  |  |  |                           |                           |                           |                           |                           |                           |  |  |               |               |               |               |               |               |  |  |
|     |     |     |     |         |     |  |  |  |  |                    |                    |                    |                    |                    |                    |  |  |  |  |                          |                          |                          |                          |                          |                          |  |  |  |  |                        |                        |                        |                        |                        |                        |  |  |  |  |                        |                        |                        |                        |                        |                        |  |  |  |  |                           |                           |                           |                           |                           |                           |  |  |               |               |               |               |               |               |  |  |
|     |     |     |     |         |     |  |  |  |  | керосин            | керосин            | керосин            | керосин            | керосин            | керосин            |  |  |  |  | Гидроочистка керосина    | Гидроочистка керосина    | Гидроочистка керосина    | Гидроочистка керосина    | Гидроочистка керосина    | Гидроочистка керосина    |  |  |  |  |                        |                        |                        |                        |                        |                        |  |  |  |  |                        |                        |                        |                        |                        |                        |  |  |  |  |                           |                           |                           |                           |                           |                           |  |  |               |               |               |               |               |               |  |  |
|     |     |     |     |         |     |  |  |  |  | керосин            | керосин            | керосин            | керосин            | керосин            | керосин            |  |  |  |  | Гидроочистка керосина    | Гидроочистка керосина    | Гидроочистка керосина    | Гидроочистка керосина    | Гидроочистка керосина    | Гидроочистка керосина    |  |  |  |  |                        |                        |                        |                        |                        |                        |  |  |  |  |                        |                        |                        |                        |                        |                        |  |  |  |  |                           |                           |                           |                           |                           |                           |  |  |               |               |               |               |               |               |  |  |
|     |     |     |     |         |     |  |  |  |  |                    |                    |                    |                    |                    |                    |  |  |  |  |                          |                          |                          |                          |                          |                          |  |  |  |  |                        |                        |                        |                        |                        |                        |  |  |  |  |                        |                        |                        |                        |                        |                        |  |  |  |  |                           |                           |                           |                           |                           |                           |  |  |               |               |               |               |               |               |  |  |
|     |     |     |     |         |     |  |  |  |  | диз.топливо        | диз.топливо        | диз.топливо        | диз.топливо        | диз.топливо        | диз.топливо        |  |  |  |  | Гидроочистка ДТ          | Гидроочистка ДТ          | Гидроочистка ДТ          | Гидроочистка ДТ          | Гидроочистка ДТ          | Гидроочистка ДТ          |  |  |  |  |                        |                        |                        |                        |                        |                        |  |  |  |  |                        |                        |                        |                        |                        |                        |  |  |  |  |                           |                           |                           |                           |                           |                           |  |  |               |               |               |               |               |               |  |  |
|     |     |     |     |         |     |  |  |  |  | диз.топливо        | диз.топливо        | диз.топливо        | диз.топливо        | диз.топливо        | диз.топливо        |  |  |  |  | Гидроочистка ДТ          | Гидроочистка ДТ          | Гидроочистка ДТ          | Гидроочистка ДТ          | Гидроочистка ДТ          | Гидроочистка ДТ          |  |  |  |  |                        |                        |                        |                        |                        |                        |  |  |  |  |                        |                        |                        |                        |                        |                        |  |  |  |  |                           |                           |                           |                           |                           |                           |  |  |               |               |               |               |               |               |  |  |
|     |     |     |     |         |     |  |  |  |  |                    |                    |                    |                    |                    |                    |  |  |  |  |                          |                          |                          |                          |                          |                          |  |  |  |  |                        |                        |                        |                        |                        |                        |  |  |  |  | ТСП п/п                |                        |                        |                        |                        |                        |  |  |  |  |                           |                           |                           |                           |                           |                           |  |  |               |               |               |               |               |               |  |  |
|     |     |     |     |         |     |  |  |  |  |                    |                    |                    |                    | бензин             |                    |  |  |  |  |                          |                          |                          |                          |                          |                          |  |  |  |  |                        |                        |                        |                        |                        |                        |  |  |  |  |                        |                        |                        |                        |                        |                        |  |  |  |  |                           |                           |                           |                           |                           |                           |  |  |               |               |               |               |               |               |  |  |
|     |     |     |     |         |     |  |  |  |  |                    |                    |                    |                    |                    |                    |  |  |  |  |                          |                          |                          |                          |                          |                          |  |  |  |  |                        |                        |                        |                        |                        |                        |  |  |  |  |                        |                        |                        |                        |                        |                        |  |  |  |  |                           |                           |                           |                           |                           |                           |  |  |               |               |               |               |               |               |  |  |
| АВТ | АВТ | АВТ | АВТ | АВТ     | АВТ |  |  |  |  | вак.газойль        | вак.газойль        | вак.газойль        | вак.газойль        | вак.газойль        | вак.газойль        |  |  |  |  | Гидроочистка вак.газойля | Гидроочистка вак.газойля | Гидроочистка вак.газойля | Гидроочистка вак.газойля | Гидроочистка вак.газойля | Гидроочистка вак.газойля |  |  |  |  | гидроочищ. вак.газойль | гидроочищ. вак.газойль | гидроочищ. вак.газойль | гидроочищ. вак.газойль | гидроочищ. вак.газойль | гидроочищ. вак.газойль |  |  |  |  | Каталитический крекинг | Каталитический крекинг | Каталитический крекинг | Каталитический крекинг | Каталитический крекинг | Каталитический крекинг |  |  |  |  | бутан-бутиленовая фракция | бутан-бутиленовая фракция | бутан-бутиленовая фракция | бутан-бутиленовая фракция | бутан-бутиленовая фракция | бутан-бутиленовая фракция |  |  | Алкилирование | Алкилирование | Алкилирование | Алкилирование | Алкилирование | Алкилирование |  |  |
| АВТ | АВТ | АВТ | АВТ | АВТ     | АВТ |  |  |  |  | вак.газойль        | вак.газойль        | вак.газойль        | вак.газойль        | вак.газойль        | вак.газойль        |  |  |  |  | Гидроочистка вак.газойля | Гидроочистка вак.газойля | Гидроочистка вак.газойля | Гидроочистка вак.газойля | Гидроочистка вак.газойля | Гидроочистка вак.газойля |  |  |  |  | гидроочищ. вак.газойль | гидроочищ. вак.газойль | гидроочищ. вак.газойль | гидроочищ. вак.газойль | гидроочищ. вак.газойль | гидроочищ. вак.газойль |  |  |  |  | Каталитический крекинг | Каталитический крекинг | Каталитический крекинг | Каталитический крекинг | Каталитический крекинг | Каталитический крекинг |  |  |  |  | бутан-бутиленовая фракция | бутан-бутиленовая фракция | бутан-бутиленовая фракция | бутан-бутиленовая фракция | бутан-бутиленовая фракция | бутан-бутиленовая фракция |  |  | Алкилирование | Алкилирование | Алкилирование | Алкилирование | Алкилирование | Алкилирование |  |  |
|     |     |     |     |         |     |  |  |  |  |                    |                    |                    |                    |                    |                    |  |  |  |  |                          |                          |                          |                          |                          |                          |  |  |  |  |                        |                        |                        |                        |                        |                        |  |  |  |  |                        |                        |                        |                        |                        |                        |  |  |  |  |                           |                           |                           |                           |                           |                           |  |  |               |               |               |               |               |               |  |  |
|     |     |     |     | <= ? => |     |  |  |  |  |                    |                    |                    |                    |                    |                    |  |  |  |  |                          |                          |                          |                          |                          |                          |  |  |  |  |                        |                        |                        |                        |                        |                        |  |  |  |  |                        |                        |                        |                        |                        |                        |  |  |  |  |                           |                           |                           |                           |                           |                           |  |  |               |               |               |               |               |               |  |  |
|     |     |     |     |         |     |  |  |  |  |                    |                    |                    |                    |                    |                    |  |  |  |  |                          |                          |                          |                          |                          |                          |  |  |  |  |                        |                        |                        |                        |                        |                        |  |  |  |  |                        |                        |                        |                        |                        |                        |  |  |  |  |                           |                           |                           |                           |                           |                           |  |  |               |               |               |               |               |               |  |  |
|     |     |     |     |         |     |  |  |  |  |                    |                    |                    |                    |                    |                    |  |  |  |  |                          |                          |                          |                          |                          |                          |  |  |  |  |                        |                        |                        |                        |                        |                        |  |  |  |  |                        |                        |                        |                        |                        |                        |  |  |  |  |                           |                           |                           |                           |                           |                           |  |  |               |               |               |               |               |               |  |  |
|     |     |     |     |         |     |  |  |  |  |                    |                    |                    |                    |                    |                    |  |  |  |  |                          |                          |                          |                          |                          |                          |  |  |  |  |                        |                        |                        |                        |                        |                        |  |  |  |  |                        |                        |                        |                        |                        |                        |  |  |  |  |                           |                           |                           |                           |                           |                           |  |  |               |               |               |               |               |               |  |  |
|     |     |     |     |         |     |  |  |  |  |                    |                    |                    |                    |                    |                    |  |  |  |  |                          |                          |                          |                          |                          |                          |  |  |  |  |                        |                        |                        |                        |                        |                        |  |  |  |  |                        |                        |                        |                        |                        |                        |  |  |  |  |                           |                           |                           |                           |                           |                           |  |  |               |               |               |               |               |               |  |  |
|     |     |     |     |         |     |  |  |  |  |                    |                    |                    |                    |                    |                    |  |  |  |  |                          |                          |                          |                          |                          |                          |  |  |  |  |                        |                        |                        |                        |                        |                        |  |  |  |  |                        |                        |                        |                        |                        |                        |  |  |  |  |                           |                           |                           |                           |                           |                           |  |  |               |               |               |               |               |               |  |  |
|     |     |     |     |         |     |  |  |  |  |                    |                    |                    |                    |                    |                    |  |  |  |  |                          |                          |                          |                          |                          |                          |  |  |  |  |                        |                        |                        |                        |                        |                        |  |  |  |  |                        |                        |                        |                        |                        |                        |  |  |  |  |                           |                           |                           |                           |                           |                           |  |  |               |               |               |               |               |               |  |  |
|     |     |     |     |         |     |  |  |  |  |                    |                    |                    |                    |                    |                    |  |  |  |  |                          |                          |                          |                          |                          |                          |  |  |  |  |                        |                        |                        |                        |                        |                        |  |  |  |  |                        |                        |                        |                        |                        |                        |  |  |  |  |                           |                           |                           |                           |                           |                           |  |  |               |               |               |               |               |               |  |  |
|     |     |     |     |         |     |  |  |  |  |                    |                    |                    |                    |                    |                    |  |  |  |  |                          |                          |                          |                          |                          |                          |  |  |  |  |                        |                        |                        |                        |                        |                        |  |  |  |  |                        |                        |                        |                        |                        |                        |  |  |  |  |                           |                           |                           |                           |                           |                           |  |  |               |               |               |               |               |               |  |  |
|     |     |     |     |         |     |  |  |  |  |                    |                    |                    |                    |                    |                    |  |  |  |  |                          |                          |                          |                          |                          |                          |  |  |  |  |                        |                        |                        |                        |                        |                        |  |  |  |  |                        |                        |                        |                        |                        |                        |  |  |  |  |                           |                           |                           |                           |                           |                           |  |  |               |               |               |               |               |               |  |  |
|     |     |     |     |         |     |  |  |  |  |                    |                    |                    |                    |                    |                    |  |  |  |  |                          |                          |                          |                          |                          |                          |  |  |  |  |                        |                        |                        |                        |                        |                        |  |  |  |  |                        |                        |                        |                        |                        |                        |  |  |  |  |                           |                           |                           |                           |                           |                           |  |  |               |               |               |               |               |               |  |  |

## Ввод установок завода в эксплуатацию
| Наименование объекта                                                               | Год ввода             |
| ---------------------------------------------------------------------------------- | --------------------- |
| Железнодорожные эстакады                                                           | Январь 1958           |
| ЭЛОУ № 1 и № 2, АВТ-1                                                              | Май-июнь 1958         |
| Этило-смесительная установка ЭСУ                                                   | Июль-август 1958      |
| Термический крекинг ТК-1                                                           | Август 1958           |
| Первый эшелон продукции. День рождения завода                                      | 23 августа 1958       |
| ЭЛОУ № 3, АВТ-2                                                                    | Июнь 1959             |
| Термический крекинг ТК-2                                                           | Июнь 1959             |
| Битумная установка                                                                 | 1959                  |
| Термический крекинг ТК-3                                                           | Декабрь 1961          |
| Маслоблок (36/1, 37/1, 39/1, битумная № 1)                                         | 1961                  |
| Биологическая очистка сточных вод ЭЛОУ и хозфекальных стоков                       | 1961                  |
| АВТ-3                                                                              | Май 1962              |
| Каталитическое риформирование бензинов Л-35/5                                      | Декабрь 1963          |
| Получение технического парафина 40/3                                               | Декабрь 1963          |
| АВТ-4                                                                              | Июнь 1964             |
| Перколяция — очистка технического парафина 56/6                                    | Июнь 1964             |
| Сероочистка газов 30/4                                                             | Сентябрь 1964         |
| Четкая ректификация бензина 22/4                                                   | Октябрь 1964          |
| Гидроочистка дизельного топлива Л-24/6                                             | Январь 1965           |
| Производство серной кислоты                                                        | 1965                  |
| Каталитическое риформирование бензинов Л-35/6                                      | Июнь 1965             |
| Гидроочистка бензина 24/600                                                        | Март 1966             |
| Каталитическое риформирование бензинов Л-35/11-300                                 | Сентябрь 1966         |
| Гидроочистка масел Г-24                                                            | Ноябрь 1967           |
| Гидроочистка дизельного топлива Л-24/7                                             | Январь 1968           |
| Производство водорода                                                              | Сентябрь 1968         |
| Блок этана                                                                         | Июнь 1969             |
| Абсорбционно-газофракционирующая установка АГФУ                                    | Декабрь 1970          |
| Карбомидная депарафинизация дизельного топлива Г-64                                | Июнь 1972             |
| АВТ-5                                                                              | Декабрь 1972          |
| Каталитическое риформирование бензинов ЛЧ-35/11-600                                | Сентябрь 1974         |
| АВТ-6                                                                              | Июль 1975             |
| Комплекс «Парекс»                                                                  | Апрель 1985           |
| Установка регенерации серной кислоты УРСК                                          | Декабрь 1986          |
| Гидроочистка дизельного топлива ЛЧ-24/2000                                         | Июль 1993             |
| Каталитическое риформирование бензинов ЛФ-35/21-1000                               | Июнь 2004             |
| Установка висбрекинга гудрона УВГ                                                  | Апрель 2008           |
| Установка сбора, хранения и отгрузки сжиженных углеводородных газов УСХиО СУГ      | Апрель 2009           |
| Блок абсорбции и газофракционирования БАиГФ                                        | Июль 2010             |
| Установка подготовки котловой воды УПКВ                                            | Август 2010           |
| Межцеховые коммуникации и факельное хозяйство МЦКиФХ                               | Сентябрь 2010         |
| Установка производства элементарной серы УПЭС с участком гранулирования и отгрузки | Октябрь 2010          |
| Установка производства водорода УПВ                                                | Октябрь 2010          |
| Установка гидроочистки вакуумного газойля УГОВГ                                    | Ноябрь — декабрь 2010 |
| Установка каталитического крекинга УКК                                             | Декабрь 2010          |
| Установка получения бензинов кислотным алкилированием УПБКА                        | Февраль 2011          |
| Установка каталитического крекинга 2 с блоком гидроочистки бензина                 | Февраль 2015          |
| Установка получения бензинов кислотным алкилированием УПБКА 2                      | Февраль 2015          |
| Установка Пенекс                                                                   | Сентябрь 2021         |
| Установка замедленного коксования (УЗК)                                            | Апрель 2022           |